# Valse d'une nuit
Pour plus de détails, voir Fiche technique et Distribution.
Valse d'une nuit (Notte di fortuna) est une comédie italienne de téléphones blancs réalisée par Raffaello Matarazzo et sortie en 1941.
C'est le premier film de la longue filmographie de Peppino De Filippo durant laquelle il a travaillé sans son frère Eduardo. Il est considéré comme perdu, comme plusieurs autres œuvres de Matarazzo des années 1930 et 1940.

## Synopsis
Biagio, modeste commis dans une pharmacie d'une petite ville de campagne, a une liaison avec la sœur du pharmacien, mais celle-ci le quitte. Déprimé, il accepte, pour se consoler, l'invitation d'un millionnaire extravagant à se rendre à Sanremo et là, attiré par le mirage de faire fortune, il se rend au casino. Et la fortune lui sourit puisqu'en une nuit il gagne la fabuleuse somme de 900 000 lires au baccara.
Mais pour satisfaire les exigences d'une mystérieuse femme rencontrée au casino et dont il est tombé amoureux, Biagio rejoue et finit par perdre tous ses gains. Lorsqu'il rentre chez lui, ses concitoyens, qui ont entendu parler dans les journaux de sa fabuleuse fortune, mais pas de sa perte ultérieure, l'accueillent triomphalement. La vérité éclate bientôt et tous ceux qui l'avaient flatté auparavant lui tournent le dos.
Alors que tout semble perdu, la femme qui a causé sa ruine le rejoint au village, apportant avec elle un précieux collier, qui avait été acheté avec une partie des gains, et qui est resté le seul bien de valeur sauvé de la ruine ultérieure. À la fin de l'aventure, c'est ce petit capital qui leur permettra de se marier et de retrouver une vie paisible et tranquille.

## Fiche technique
- Titre français : Valse d'une nuit[2]
- Titre original italien : Notte di fortuna[3]
- Réalisation : Raffaello Matarazzo
- Scénario : Riccardo Freda (non crédité[4]), Raffaello Matarazzo, Camillo Mariani dell'Anguillara
- Photographie : Ugo Lombardi
- Montage : Angelo Comitti
- Musique : Dan Caslar (it)
- Décors : Piero Rosi
- Production : Icilio Sterbini
- Société de production : Atesia Film
- Pays de production :  Royaume d'Italie
- Langue originale : italien
- Format : Noir et blanc - 1,37:1 - Son mono - 35 mm
- Durée : 86 minutes
- Genre : comédie
- Dates de sortie :
  - Royaume d'Italie : 2 février 1941 (visa délivré le 31 janvier 1941[3])

## Distribution
- Peppino De Filippo : Biagio
- Leda Gloria : la sœur du pharmacien
- Vera Bergman : la fille mystérieuse
- Gorella Gori :
- Guido Notari : le riche extravagant
- Olinto Cristina :
- Nino Marchetti :
- Fausto Guerzoni :
- Edda Soligo :
- Giovanni Petti :
- Michele Malaspina :
- Nicola Maldacea :
- Lina Tartara Minora :
- Ciro Berardi :